# Katy O'Brian
Katy M. O'Brian (Indianapolis, 12 febbraio 1989) è un'attrice statunitense.
È conosciuta soprattutto per i suoi ruoli come ufficiale imperiale delle comunicazioni Elia Kane nella seconda e nella terza stagione di The Mandalorian, George nello show di zombie di Syfy Z Nation, Maggiore Sarah Grey nella serie di supereroi di The CW Black Lightning, Kimball in Agents of S.H.I.E.L.D. e Jentorra in Ant-Man and the Wasp: Quantumania.

## Biografia
Katy M. O'Brian è nata a Indianapolis (Indiana) e ha tre fratelli maggiori. Si innamorò delle arti marziali all'età di 5 anni e all'età di 9 anni ottenne la cintura marrone nel Shorei Goju Ryu Karate. Durante la sua adolescenza ha partecipato a numerosi programmi sportivi e anche a programmi musicali come percussionista. Ha frequentato l'Università dell'Indiana, specializzandosi in psicologia e studi germanici. È stata uno dei primi membri della compagnia di improvvisazione breve Hoosonfirst dell'università e ha ricevuto la certificazione delle forze dell'ordine attraverso il Cadet Officer Program. All'università ha ricevuto la cintura nera di hapkido tramite la US Hapkido Federation.
Dopo la laurea è stata agente di polizia per sette anni presso il dipartimento di polizia di Carmel (Indiana), facendo anche parte della squadra di intervento di crisi del dipartimento specializzata nell'aiutare persone affette da varie condizioni come psicosi, depressione, morbo di Alzheimer e dallo spettro autistico. Ha ottenuto la certificazione di personal trainer e ha iniziato a gareggiare in gare di bodybuilding. Ha iniziato ad allenarsi presso la Indy Actors Academy. Nel 2016 Katy M. O'Brian si è trasferita a Los Angeles per intraprendere la carriera cinematografica e televisiva. In attesa di ottenere un ruolo ha lavorato con il programma di arti marziali dell'Università della California - Los Angeles, aiutando con lezioni di autodifesa e insegnando l'hapkido. Con i programmi dell'UCLA ha studiato muay thai e jiu jitsu brasiliano.
Nel 2023 in occasione della giornata mondiale della giornata mondiale dedicata al supporto della cultura Greca, scala il monte Olimpo per la seconda volta, durante i Bachmeier Game, una maratona di giochi di beneficenza promossi, in parte, dal suo ex dipartimento di polizia di Carmel. Nel luglio 2024 promuove la campagna per la lotta alla MUDIN.
Il primo ruolo televisivo di Katy O'Brian è stato quello di una salvatrice di nome Katy in The Walking Dead di AMC, subito seguito da piccoli ruoli in Tosh.O, Halt and Catch Fire e Le regole del delitto perfetto. Nel 2018 Katy O'Brian ha avuto un ruolo nella serie d'azione comica Z Nation dove ha interpretato George, una leader in erba dell'apocalisse. Nel 2019 è apparsa nella serie Black Lightning nei panni di un'antagonista dell'ASAp, il Maggiore Sarah Grey. È poi apparsa nella terza stagione di Westworld - Dove tutto è concesso della HBO. Nel 2020 Katy O'Brian è stata scelta per il ruolo dell'ufficiale imperiale Elia Kane, un personaggio ricorrente nella seconda e terza stagione della serie di Star Wars, The Mandalorian. È apparsa nel Marvel Cinematic Universe nel 2020 come Kimball, in Agents of S.H.I.E.L.D., e nel 2023 nel ruolo di Jentorra in Ant-Man and the Wasp: Quantumania. È una delle poche attrici ad essere apparsa sia nel franchise di Star Wars che in quello della Marvel.

## Vita privata
Poco dopo essersi trasferita a Los Angeles nel 2016, Katy M. O'Brian incontra la sua compagna, Kylie Chi, sul set di un progetto cinematografico studentesco. La coppia, che vive insieme a Los Angeles, si è sposata nel luglio 2020.

## Filmografia

### Attrice

#### Cinema
- Student Seven, regia di Sam Sher (2012)
- Power Rangers: Zenith, regia di Emmanuel Carter (2019)
- Gnawbone, regia di Darrin Means (2019)
- Fantasy, regia di Dashiell Demeter (2019)
- Sweet Girl, regia di Brian Andrew Mendoza (2021)
- Ant-Man and the Wasp: Quantumania, regia di Peyton Reed (2023)
- Love Lies Bleeding, regia di Rose Glass (2024)
- Twisters, regia di Lee Isaac Chung (2024)
- Mission: Impossible - The Final Reckoning, regia di Christopher McQuarrie (2025)
- The Running Man, regia di Edgar Wright (2025)

#### Cortometraggi
- Submerge: Ni're Reborn (2015)
- Finders Keepers (2015)
- Remedy of a Killer (2015)
- Richard Watson Files (2016)
- Rain (2019)
- The Divisible (2019)
- Sidewinder (2020)

#### Televisione
- Tosh.0 – serie TV, episodio 9x19 (2017)
- Halt and Catch Fire – serie TV, episodio 4x09 (2017)
- The Walking Dead – serie TV, 2 episodi (2017–2018)
- Le regole del delitto perfetto (How to Get Away with Murder) – serie TV, episodio 4x12 (2018)
- Z Nation – serie TV (2018)
- Black Lightning – serie TV (2019–2020)
- Agents of S.H.I.E.L.D. – serie TV, 3 episodi (2020)
- Westworld - Dove tutto è concesso (Westworld) – serie TV, episodio 3x03 (2020)
- The Mandalorian – serie TV (2020–presente)
- Magnum P.I. – serie TV, episodio 3x04 (2021)
- The Rookie – serie TV, episodio 3x11 (2021)

## Riconoscimenti
- Gotham Independent Film Awards
  - 2024 – Candidatura per la miglior interpretazione non protagonista per Love Lies Bleeding[12]

## Doppiatrici italiane
Nelle versioni in italiano delle opere in cui ha recitato, Katy M. O'Brian è stata doppiata da:
- Federica Russello in The Mandalorian
- Guendalina Ward in Magnum P.I.
- Irene Trotta in Ant-Man and the Wasp: Quantumania
- Gea Riva in Love Lies Bleeding
- Giulia Franceschetti in Mission: Impossible - The Final Reckoning